# Ranzhir-M
El Ranzhir-M 9С737М (del ruso: Ранжир-М), y cuya designación GRAU es la 9С737; es un chasis diseñado para la construcción de elementos de comando y/o control electrónico de capacidad autopropulsada.

## Historia
Después del colapso de la Unión Soviética, la empresa líder en sistemas automatizados de control de las estaciones de armas, la ONG "Agat" quedaría en los territorios de la actual Bielorrusia. 
Para Rusia se debía, de hecho, crear desde ceros otro blindado capaz de instalar dichos sistemas, y en lo que quedaban de las instalaciones de la planta "UBKP Ranzhir", incluso los modernos "Ranzhir" difieren significativamente de su primer modelo, dado su nuevo origen. 
En la década de los noventa, como parte del contrato firmado con el gobierno de Grecia para el suministro de los sistemas de defensa antiaérea "Tor-M1", y ahora con las máquinas hechas en la ciudad de Penza (dentro de las instalaciones de "La Planta de Aparatos de Radiocomunicaciones (en ruso: ФГУП Радиозавод o "FSUE RADIOZAVOD") se ha creado un nuevo chasis del "Ranzhir", en el que se recibió una nueva denominación: ahora se conoce como Ranzhir-M.
Como el "Ranzhir-M" es ahora un chasis mejorado, se decidió utilizar un sistema unificado de combate antiaéreo, dotándolo con los mejores montajes antiaéreos; como el "Tor-M1", haciendo que el chasis de la planta bielorrusa, el tipo GM-5965, se cambiara y dejara de usar, y se comenzara el desarrollo de uno de fabricación rusa en las plantas de "Metrovagonmash" (del ruso: Метровагонмаш), creándose uno de mejores características, y que incorpora una motorización proveniente del T-72M. 
Aparentemente, el sistema "Ranzhir-M", guarda una ligera semejanza a uno de los usados en el puesto de mando del vehículo de defensa antiaérea "Buk-M1".

## Descripción
Se trata de un complejo autónomo que incorpora sistemas de control automático, así como equipos de comunicaciones, aparte de una fuente alterna de voltaje para sus sistemas, y equipos médicos y/o de soporte vital, los que pueden ser montados en el chasis del vehículo, el cual básicamente es el modelo GM-5965 de la planta RADIOZAVOD FSUE.
Diseñada para el control automático de las baterías de fuego y/o detección antiaérea, por lo general va armada con las estaciones de radar/armas acordes a su rol en el campo de batalla, o puede ser adecuada con sistemas de control de tiro únicamente cuando deba direccionar a baterías de artillería, contando para ello con dispositivos de navegación GLONASS o GPS.
Es principalmente usado centro de comando móvil para varios tipos de armas de origen ruso, contra aeronaves o misisles enemigos tales como  el Tor-M1, Tunguska/Tunguska-M1, Strela-10M2/Strela-10M3/Strela-ADM, y del Igla-ADM.

## Equipamiento
La estación de control Ranzhir-M está provista de los siguientes recursos:
- Recepción automática, procesamiento, identificación y visualización de los datos obtenidos del radar o de alguna de las seis fuentes de información disponible:

- Un puesto de mando de nivel superior (o de un sistema 9C737M-MP22R)
- Una estación de radar (P19, Kupol o sus variantes)
- Un helicóptero o avión de alerta temprana y de la información transmitida por el sistema de radar a sus computadoras.
- La conjunción de los vehículos de combate y de los sistemas en uso adyacentes (como por ejemplo, un sistema Igla-ADM en conjunto con los datos del sistema Tor-M1 y de un T-90).

- La distribución automática de objetivos, blancos o la interdicción contra misiles enemigos.
- Recepción automática de datos de los puestos de mando de más alto nivel y la distribución de los blancos y su destinación.
- Recepción automática de los datos provenientes de los sistemas de ADM, su procesamiento y la indicación sobre la presentación de un escenario/situación (posición y la disposición para el fuego), así como la transmisión automática de estos datos a un puesto de mando de más alto nivel.
- Formulación y presentación de informes a un puesto de mando de alto nivel sobre la información recibida, sobre los datos y las medidas adoptadas, así como los objetivos seleccionados de forma independiente y los resultados del desempeño del equipo desplegado.
- El registro de las operaciones de combate, de su estado y del de los sistemas de ADM, así como del vehículo de comando.
- Determinación de la posición exacta y los datos horarios, mediante el enlace a los sistemas de geoposicionamiento global (GLONASS y NAVSTAR-GPS), así como se posibilita la navegación y guía por satélite si no se dispone de otros medios.

## Usos
Se debe decir que al ser una plataforma muy adaptable, en su uso se puede dar muchas utilidades, como transporte de tropas, como vehículo de combate de la infantería, como estación de radar, como estación de defensa antiaérea, entre muchos otros.
Al ser propulsado por el mismo motor del T-72 básico, sus roles son muy amplios.

## Usuarios
- Rusia
- Afganistán
- Argelia
- Angola
- Bielorrusia
- Bulgaria
- Cuba
- China
- Chipre
- República Checa
- Corea del Norte
- Egipto
- Grecia
- Hungría
- India
- Irán
- Jordania
- Kazajistán
- Libia
- Mozambique
- Nigeria
- Perú
- Polonia
- Siria
- Ucrania
- Vietnam
- Yemen

### Desarrollos relacionados
- Tunguska
- Tor-M1
- Igla-M
- Strela-M

### Armas similares
- M113
 M48 Patton
 M60 Patton
- GEPARD
- Centauro B1
- ///T-55A
- / T-72M1
- // T-64A
 // T-80A